# ضافي الجمعاني
ضافي الجمعاني (1927- 4 أبريل 2020) عسكري ومناضل أردني ولد في مأدبا في المملكة الأردنية الهاشمية (إمارة شرق الأردن آنذاك)، وينتسب إلى عشيرة الجماعين من بني حميدة. توفي والده وهو في الثانية من عمره، إلا أن عمه تولاه وأشرف على تربيته وتعليمه. تلقى الجمعاني تعليمه الابتدائي في مدرسة مأدبا حتى الصف الرابع ثم انتقل لمتابعة دراسته الثانوية في مدرسة المطران في عمان.

## نشأته
كانت ولادته في عام 1927 الذي سمي عام الهزة في منطقة ذيبان، والدته مريم العوض من عشيرة بني حسن. بعد وفاة والده عاش ضافي في كنف عمه سليمان، أبو خالد، الذي شمله بعطفه. فبقي في بيتهم إلى أن أنهى الصف الرابع الإبتدائي، وكان بذلك أنهى الدراسة المتاحة في محافظة مادبا. فأرسله عمه إلى عمان ليدرس في فرع مدرسة المطران الداخلية هنالك. تميز في المدرسة رغم انعازله عن زملائه، إلا أنه مستواه الدراسي بدأ في التراجع عند مرحلة البلوغ، وأعاد دراسة الصف الثالث ثانوي. بعدها عمل مدرسا في الجيش لشهرين ثم ترك الخدمة من تلقاء نفسه.

## حياته العسكرية
التحق ضافي الجمعاني في الجيش العربي الأردني عام 1948 برتبة مرشح، وتابع دراسته العسكرية في بريطانيا، تسلَّم ضافي الجمعاني قيادة بطارية مدفعية عام 1953. إنضم إلى حركة الضباط الأحرار الأردنيين. كذلك فقد إنضم إلى صفوف حزب البعث العربي الاشتراكي في آذار\مارس عام 1956، وأصبح عضواً في اللجنة العسكرية التابعة للقيادة القُطرية.

## اعتقاله بالأردن
اعتقل ضافي الجمعاني عام 1957 على خلفية الاتهام لحركة الضباط الأحرار بمحاولة الانقلاب على الملك الحسين بن طلال. بعد خروجه من السجن إثر عفو عام أصدره الملك الحسين عام 1962.

## السجن في سوريا
سجن ضافي الجمعاني في سجن المزَّة السوري عام 1970 من قبل نظام الرئيس البعثي السوري حافظ الأسد لمدة تزيد عن 23 عاماً، بسبب معارضته للحركة التصحيحة لحزب البعث التي قادها الأسد عام 1970 مع اشخاص اخرين منهم حاكم الفايز.

## مؤلفاته
ألف كتابه الشهير «من الحزب إلى السجن» الذي صدر في مايو عام 2007. وقد أوضح ضافي حياته النضالية والحزبية وسلط الضوء على أبرز الأحداث والمجريات في تاريخه النضالي .